# Championnat du monde de hockey sur glace 1993
Navigation
Tchécoslovaquie 1992 Italie 1994
Le cinquante-septième championnat du monde de hockey sur glace a eu lieu en 1993 en Allemagne pour le groupe A, aux Pays-Bas pour le groupe B et en Slovénie pour le dernier groupe, le groupe C. Les matchs se sont étalés sur les mois de mars et d’avril.

## Contexte
Au total, trente-deux équipes participent cette nouvelle édition du championnat du monde avec la première participation de la République tchèque à la suite de la partition de la Tchécoslovaquie le 1er janvier 1993. L’équipe de Slovaquie participera pour la première fois seulement l’année suivante.
Dans le même temps, le groupe C a été remanie pour prendre en considération un autre changement géopolitique en Europe de l'Est. Deux nouvelles nations font alors leur  début : la Croatie et à la Slovénie et dans le même temps, la Yougoslavie laisse sa place à la Serbie-et-Monténégro.

## Championnat du monde A
Les matchs ont eu lieu à Munich et Dortmund en Allemagne être le 18 avril et le 2 mai.

### Premier tour

#### Groupe A
Résultats
| 18 avril - Russie 2–2 Italie - Suède 1–0 Autriche 19 avril - Canada 2–0 Suisse - Russie 4–2 Autriche 20 avril - Suède 1–4 Canada - Suisse 0–1 Italie 21 avril - Suède 6–2 Italie 22 avril - Russie 6–0 Suisse - Canada 11–0 Autriche | 23 avril - Suisse 5–1 Autriche 24 avril - Suède 5–2 Russie - Canada 11–2 Italie 25 avril - Suède 4–6 Suisse - Russie 1–3 Canada 26 avril - Italie 1–1 Autriche |

Classement
|   | Équipe   | PJ | V | N | D | BP | BC |
| - | -------- | -- | - | - | - | -- | -- |
| 1 | Canada   | 5  | 5 | 0 | 0 | 31 | 4  |
| 2 | Suède    | 5  | 3 | 0 | 2 | 17 | 14 |
| 3 | Russie   | 5  | 2 | 1 | 2 | 15 | 12 |
| 4 | Italie   | 5  | 1 | 2 | 2 | 8  | 20 |
| 5 | Suisse   | 5  | 2 | 0 | 3 | 11 | 14 |
| 6 | Autriche | 5  | 0 | 1 | 4 | 4  | 22 |

#### Groupe B
Résultats
| 18 avril - Allemagne 6–0 Norvège - République tchèque 1–1 États-Unis 19 avril - Finlande 2–0 France - Allemagne 0–5 République tchèque 20 avril - Finlande 1–1 États-Unis 21 avril - Allemagne 5–3 France - République tchèque 2–0 Norvège 22 avril - États-Unis 6–1 France - Finlande 2–0 Norvège | 23 avril - Allemagne 3–1 Finlande - République tchèque 6–2 France 24 avril - États-Unis 3–1 Norvège 25 avril - République tchèque 3–1 Finlande - Allemagne 6–3 États-Unis 26 avril - Norvège 5–4 France |

Classement
|   | Équipe             | PJ | V | N | D | BP | BC |
| - | ------------------ | -- | - | - | - | -- | -- |
| 1 | République tchèque | 5  | 4 | 1 | 0 | 17 | 4  |
| 2 | Allemagne          | 5  | 4 | 0 | 1 | 20 | 12 |
| 3 | États-Unis         | 5  | 2 | 2 | 1 | 14 | 10 |
| 4 | Finlande           | 5  | 2 | 1 | 2 | 7  | 7  |
| 5 | Norvège            | 5  | 1 | 0 | 4 | 6  | 17 |
| 6 | France             | 5  | 0 | 0 | 5 | 10 | 24 |

### Second tour

#### Poule pour la descente
Les deux équipes finissant aux deux dernières places de chaque poule ont joué fin avril des matchs de barrage pour la descente dans la division inférieure. Le 29 avril, la France l’a emporté sur la Suisse sur le score de 3 buts à 1 et la Norvège s’est fait écartée 6 buts à 2 par l'Autriche.
Les deux équipes vaincues sont alors classées 

#### Play-offs
Quarts de finale
Les matchs se sont joués les 27 et 28 avril.
- Suède 5–2 États-Unis
- Allemagne 1–5 Russie
- Canada 5–1 Finlande
- République tchèque 8–1 Italie

Demi-finales
Les matchs se sont joués le 30 avril :
- Suède 4–3 République tchèque après prolongation sur un but par Thomas Rundqvist contre Petr Bříza[1].
- Russie 7–4 Canada

Match pour la médaille de bronze
La République tchèque arrive pour la première fois de son histoire et dès sa première participation à remporter une médaille de bronze grâce à une victoire sur les Canadiens 5-1.
Finale
La Russie bat la Suède sur le score de 3 buts à 1 le soir du 2 mai 1993.

#### Classement
|        | Équipe             |
| ------ | ------------------ |
| Or     | Russie             |
| Argent | Suède              |
| Bronze | République tchèque |
| 4      | Canada             |
| 5      | Allemagne          |
| 6      | États-Unis         |
| 7      | Finlande           |
| 8      | Italie             |
| 9      | Autriche           |
| 10     | France             |
| 11     | Norvège            |
| 12     | Suisse             |

### Médaillés
| Champions du monde Russie | Gardiens : Maksim Mikhaïlovski, Andreï Trefilov, Andreï Zouïev Défenseurs : Ilia Biakine, Sergueï Chendelev, Dmitri Frolov, Dmitri Iouchkevitch, Aleksandr Karpovtsev, Andreï Sapojnikov, Aleksandr Smirnov, Sergueï Sorokine Attaquants : Konstantin Astrakhantsev, Viatcheslav Boutsaïev, Viatcheslav Bykov, Alekseï Iachine, Ian Kaminski, Valeri Karpov, Andreï Khomoutov, Andreï Nikolichine, Sergueï Petrenko, Sergueï Pouchkov, Guerman Titov, Igor Varitski Entraîneur : Boris Mikhaïlov |

| Argent Suède | Roger Akerström, Bo Mikael Andersson, Peter Andersson, Peter Aslin, Charles Berglund, Jonas Bergqvist, Arto Blomsten, Ulf Dahlen, Peter Forsberg, Patrik Juhlin, Kenneth Kennholt, Jan Larsson, Stefan Larsson, Markus Näslund, Stefan Nilsson, Michael Nylander, Peter Popovic, Mikael Renberg, Thomas Rundqvist, Tommy Söderström, Fredrik Stillman, Michael Sundlov Entraîneur : Curt Lundmark |

| Bronze Tchéquie | Petr Bříza, Roman Turek, Zdeněk Orct; Leo Gudas, Miloš Holaň, Drahomír Kadlec, Bedřich Ščerban, Antonín Stavjaňa, Miloslav Hořava, Aleš Flašar; Petr Rosol, Kamil Kašťák, Richard Žemlička, Jiří Kučera, Jan Čaloun, Petr Hrbek, Tomáš Kapusta, Otakar Janecký, Roman Horák, Martin Hosták, Radek Ťoupal, Jiří Doležal, Josef Beránek; Entraîneurs : Ivan Hlinka et Jaroslav Walter |